# Cité Frugès
Pour les articles homonymes, voir Frugès.

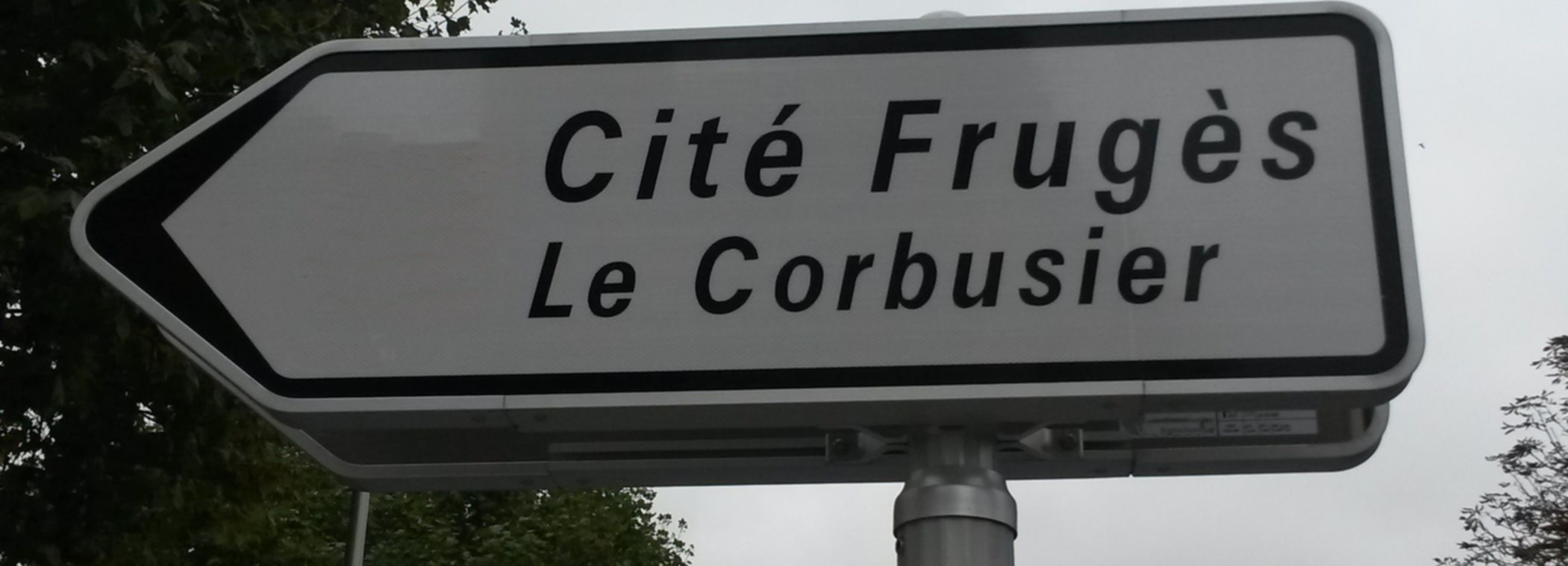

La cité Frugès - Le Corbusier, à Pessac, dans la banlieue de Bordeaux, est l’un des deux lotissements construits par l’architecte franco-suisse Le Corbusier en 1926 (en collaboration avec son cousin Pierre Jeanneret, architecte également) pour le compte de l’industriel sucrier Henry Frugès. Ce dernier fit aussi réaliser l'hôtel Frugès à Bordeaux. La cité est inscrite, avec seize autres œuvres architecturales de Le Corbusier, sur la liste du patrimoine mondial de l'Unesco en 2016.

## Description
L’industriel bordelais Henry Frugès souhaitait loger des ouvriers et fit l'acquisition d'«une vaste prairie entourée de bois de pins, pour y édifier une « cité jardin ». Sur le projet initial de 127 maisons, les 51 habitations construites répondent à 7 types différents : zig-zag, quinconce, gratte-ciel, arcade, maison isolée, et jumelles et un dernier type dont l'unique exemplaire fut détruit pendant la Seconde Guerre mondiale. Avec leurs toitures terrasses, leurs formes géométriques épurées, leur construction modulaire et la polychromie de leurs façades et leurs fenêtres en bandeau, les maisons furent un laboratoire grandeur nature des idées novatrices de l'architecte.
La maison située 3 rue des Arcades, type arcade inscrite dans un ensemble de sept maisons à la limite ouest du quartier et qui a recouvré son état d'origine, est la première maison à être classée au titre des monuments historiques.
La Ville de Pessac depuis lors a acquis une maison « gratte-ciel » (située 4 rue Le Corbusier), la Maison Municipale Frugès - Le Corbusier, ouverte à la visite et lieu de diverses expositions tout au long de l'année. Elle conserve une maquette de l'ensemble, réalisée par Henry et Christiane Frugès en 1967.
Après une longue période d'oubli, pendant laquelle les maisons furent largement modifiées par leurs habitants, la cité est progressivement rénovée par ses nouveaux occupants, souvent sensibilisés à l'œuvre de l'architecte et son projet.
Les Quartiers Modernes Frugès de Pessac sont inscrits dans une zone de protection du patrimoine architectural, urbain et paysager depuis 1998 : des recommandations architecturales simples assurent la sauvegarde de l'ensemble, tout en s'efforçant de lui conserver son caractère initial de « cité d'habitation populaire ».

## Inscription au patrimoine mondial en 2016
La candidature de plusieurs sites construits par Le Corbusier (dont la cité Frugès) au patrimoine mondial de l'Unesco a déjà été refusée en 2009 puis en 2011 en raison d'une liste trop longue et l’absence du site de Chandigarh en Inde,. Un nouveau dossier de candidature tenant compte des différentes remarques est déposé fin janvier 2015 et proposé lors de la 40e session du Comité du patrimoine mondial qui se tient à Istanbul (Turquie) du 10 au 17 juillet 2016. L'ensemble est finalement classé le 17 juillet 2016.
En 2019, onze maisons sont inscrites au titre des monuments historiques :
- Rue Le Corbusier : 1[9],20[10],21[11],22[12]
- Rue Henri-Frugès : 22[13],23[14],24[15],25[16],30[17],44[18]
- Rue des Arcades : 9[19]

En 2020, deux maisons sont inscrites au titre des monuments historiques :
- Rue Le Corbusier : 8[20]
- Rue Xavier-Arnozan : 23[21]

En 2022, neuf maisons sont inscrites au titre des monuments historiques :
- Rue Le Corbusier :9[11], 23[22], 24[23], 25[24]
- Rue Henri-Frugès : 26[25]
- Rue des Arcades : 1[26], 2[27], 11[28]
- Rue Xavier-Arnozan : 21[29]